# Jean-Pierre de Launoit
Le comte Jean-Pierre de Launoit, né le 5 janvier 1935 à Bruxelles et mort le 12 novembre 2014 à Woluwe-Saint-Lambert, est un homme d'affaires, un homme de culture et un philanthrope belge,.

## Biographie
Issu d'une famille comtale proche de la famille royale, il étudie en droit et en économie à l'Université catholique de Louvain. Il entre au Groupe Bruxelles Lambert (GBL) à la suite de la fusion entre le groupe Lambert et Brufina (appartenant au groupe de Launoit) et devient un proche d'Albert Frère. Il devient vice-président de GBL, vice-président de la Banque Bruxelles-Lambert et président d'Axa Belgique. Il préside aussi la compagnie des Wagons-lits et fait partie du conseil d'administration de Petrofina, qu'il contribua à rapprocher de Total. Il préside le groupe RTL pendant 25 ans.

### Engagements culturels
Jean-Pierre de Launoit est un passionné de musique. À partir de 1987, il préside le conseil d'administration du concours Reine Élisabeth. En 1988, il crée le concours de chant, qui s'ajoute à ceux de piano, de violon et de composition déjà existants.
En 1989, il est à l'origine de Télévie.
En 2004, il accepte de présider l'Alliance française, un poste qu'il occupe jusqu'en 2014.

### Famille
Fils du baron, devenu comte, Paul de Launoit (nl), il a épousé (divorce en 1982) la baronne Barbara von Schmidburg, dont il a trois fils : Yvan (chercheur en biologie du cancer, professeur à l'université de Lille), Bernard (manager culturel) et Michel (producteur).
Il est inhumé au Cimetière de Bruxelles à Evere.